# Йозеф Клеменс Баварски
Йозеф Клеменс Кайетан Баварски (на немски: Joseph Clemens Kajetan von Bayern; * 5 декември 1671, Мюнхен; † 12 ноември 1723, Бон) от род Вителсбахи, е от 1688 до 1723 г. курфюрст и архиепископ на Курфюрство Кьолн, епископ на Хилдесхайм (1702 – 1723), Регенсбург (1685 – 1716), Фрайзинг (1685 – 1694) и на Лиеж (1694 – 1723) и херцог на Вестфалия.

## Живот
Йозеф Клеменс е третият син на Фердинанд Мария († 1679), курфюрст на Бавария, и на принцеса Хенриета Аделхайд Савойска (1636 – 1676), дъщеря на херцог Виктор Амадей I Савойски от Савоя и съпругата му принцеса Христина Френска. По-малък брат е на курфюрст Максимилиан Емануел († 1726). Той е чичо на Карл Албрехт Баварски, който като Карл VII е император на Свещената Римска империя. Той е също племенник на Кьолнския курфюрст Максимилиан Хайнрих Баварски.
След смъртта на архиепископ Максимилиан Хайнрих през 1688 г. Йозеф Клеменс е избран за архиепископ на Кьолн. Това е причина за започване на Пфалцската наследствена война и може да се върне обратно след повече от десет години през 1715 г. в Бон, като довежда и своята любовница Констанца дьо Круселие. Той построява заедно с племенника си Клеменс Август от 1715 до 1740 г. бароковия дворец Попелсдорф в Бон.
Йозеф Клеменс се интересува също от литература и музика и пише драми на френски език и музикални произведения. Умира на 12 ноември 1723 г. в Бон. Погребан е пред капелата „Три крале“ в катедралата на Кьолн. Сърцето му е погребано и се намира в „Гнаденкапелата“ на Алтьотинг.
Той е последван от Клеменс Август I (1723 – 1761).

## Деца
Йозеф Клеменс има две извънбрачни деца от Констанца дьо Круселие, един син и една дъщеря:
- Жан Батист Виктор от Гросберг-Бавария (1706 – 1768), граф
- Антоан Левин от Гросберг-Бавария (1710 – 1757), графиня

## Произведения
- Epistola Pastoralis Reverendissimi ac Serenissimi Domini, D. Josephi Clementis Archi-Episcopi Et Principis Electoris Coloniensis ... Ad Clerum, populumque suum Coloniensem, Hildesiensem, Leodiensem & Berchtesgadensem. Noethen, Coloniae 1719 (Digitalisiert, Universitäts- und Landesbibliothek Düsseldorf)